# Żurawie (Lublin)
Żurawie is een dorp in de Poolse woiwodschap Lublin. De plaats maakt deel uit van de gemeente Turobin.